# Красильщиков, Владимир Ильич
Владимир Ильич Красильщиков (27 января 1924, Казань — 1996, Москва) — советский и российский сценарист, прозаик. Участник ВОВ.

## Биография
Родился 27 января 1924 года в Казани. В 1941 году в связи с началом ВОВ он был мобилизован в армию и служил водителем грузовиков с боеприпасами в 65-й армии, удостоившись звания сержанта. 
После войны окончил среднюю школу и поступил на экономический факультет ВГИКа, который окончил в 1950 году. В 1949 году параллельно поступил в Литературный институт имени А. М. Горького, который окончил в 1954 году. Член Союза писателей (1958). В кино начинал работать в качестве сценариста научно-популярных, учебных, а также художественных фильмов. Написал очень много сценарных сюжетов для киножурналов Наука и техника и Новости сельского хозяйства. Всего написал свыше 100 сценариев.
Скончался в 1996 году.

## Фильмография

### Сценарист
- 1957 — Тайны мудрого рыболова
- 1963 — Удивительная сила

## Книги
- Иначе нельзя (повесть), 1960
- Интендант революции (повесть), 1968
- Вечный огонь (роман), 1974
- Труд и хлеб (повесть), 1981
- Так начиналось будущее... (повесть), 1983
- Трудная честь, 1984
- Действующие лица (документальные рассказы), 1987
- Звёздный час (повесть о Серго Орджоникидзе), 1987
- Эстафета мечты (история в лицах), 1989
- Колокола мечты (повесть), 1991